# 陈建生
陈建生（1938年7月8日—），福建福州人，中国天文学家，中国科学院院士。
陈建生于1957年考入北京大学物理专业就读。1959年转入天体物理专业，1963年毕业。此后长期在中国科学院北京天文台从事研究。1986年起任博士生导师。1991年当选中国科学院数学物理学部学部委员（院士）。曾任中国科学院－北京大学联合北京天体物理中心主任、北京大学天文学系系主任。
他的主要研究领域包括类星体巡天，类星体吸收线，星系际物质，星系物理，施密特望远镜CCD测光，大视场、大样本天文学等。
陈建生1993年加入中国农工民主党，曾任第八届全国政协委员，第九、第十届全国人大常委，中国农工民主党中央副主席，北京市政协副主席，中国农工民主党北京市主委。1998年3月，第九届全国人大第一次会议上，他当选为全国人民代表大会常务委员会委员。